# 福住インターチェンジ
福住インターチェンジ（ふくすみインターチェンジ）は、奈良県天理市福住町にある名阪国道のインターチェンジである。
天理方面は当ICの先にΩカーブ（オメガカーブ）があるため、注意看板連続地帯が始まるICである。

## 道路
- E25 名阪国道（26番）

## 接続道路
- 国道25号
- 奈良県道192号福住横田線

## 周辺
- 福住中定城跡
- 福住・笠石仏

### バス停
インターチェンジから天理寄りに進んだ本線上に、国道福住バスストップがある。

## 隣
E25 名阪国道
(25) 一本松IC - (26) 福住IC - 高峰SA（天理方面のみ） - (27) 五ヶ谷IC